# Баламбанган
Баламбанган — острів у Південнокитайському морі, поблизу північного берега острова Калімантан, на північ від затоки Маруду. Адміністративно належить до регіону Кудат штату Сабах у Малайзії.

## Географія
Довжина острова 24 км, ширина — 18 км. Населення невелике, переважно мешкає в двох селах: Бату-Сірех та Селамат. На узбережжі також мешкають морські кочівники оранг-лаути, які більшість часу проводять на човнах
На острові відомо понад 20 великих печер.

## Історія
У XVI столітті острів належав до володінь Брунею, надалі перейшов під владу султанату Сулу.
З Баламбанганом пов'язаний перший англійський торговий пост поблизу Борнео. У 1762 році британський торговець та картограф Александр Далримпл отримав у султана Сулу Бантілана в володіння острів Баламбанган та встановив там британський прапор. Торгівельний пункт на острові було встановлено лише 1773 року, а Далримпла з його досвідом та зв'язками при дворі султана Ост-Індійська компанія звільнила через суперечку щодо заробітної платні.